# 安博省

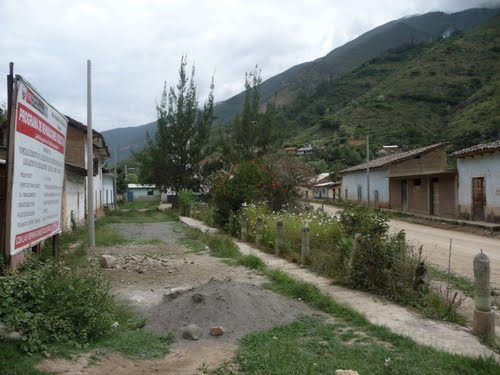

安博省（西班牙語：Provincia de Ambo），是秘魯的省份，位於該國中部瓦努科大區，首府是安博，始建於1912年10月21日，面積1,581平方公里，2007年人口55,483，人口密度為每平方公里35.09人。
10°08′S 76°12′W / 10.133°S 76.200°W